# Osvaldas Balakauskas
Osvaldas Balakauskas (nacido el 19 de diciembre de 1937 en Miliūnai, Lituania) es un compositor de música clásica y diplomático lituano. 

## Carrera
Balakauskas se graduó en el Instituto Pedagógico de Vilnius en 1961 y asistió a las clases de composición de Boris Lyatoshinsky en el Conservatorio de Kiev en 1969. De 1992 a 1994 fue embajador de Lituania en Francia, España y Portugal. En 1996 fue galardonado con el Premio Nacional de Lituania, la mayor distinction artística y cultural en este país. Actualmente es el Jefe del departamento de composición en la Academia de Música y Teatro de Lituania. Sus producciones consisten en sinfonías, conciertos y música de cámara.

## Música
Balakauskas en sus primeros años de conservatorio estaba influenciado por Stockhausen, Boulez, Xenakis y en particular por Webern en Messiaen. Como sea, en los 60, desarrolló su propio sistema armónico, lo que le llevó a un fuerte sentido de la tonalidad, denominado la 'Tonalidad Balakauskas'. Esta tonalidad es radicalmente diferente de la atonalidad y el serialismo de la Second Viennese School. Su sistema armónico empleaba subconjuntos de doce notas y el uso simultaneado de la tercera mayor y menor lo que daba una sensación de jazz, el compositor que fue pura coincidencia.
Sus más importantes obras son Sonata of the Mountains inspirado en los cuadros de Mikalojus Konstantinas Čiurlionis (1975), Sinfonía n.º 2 (1979), Opera Strumentale (1987) y Sinfonía n.º 4 (1998) y n.º 5 (2001), las últimas dos obras mencionadas han sido recientemente grabadas por Naxos Records.

## Obras
Escenario
- Komunarų gatvė (Street of Communards), opera de cámara (1977)
- Zodiakas (Zodiac), película-ballet (1984)
- Makbetas (Macbeth), ballet (1988)
- La Lointaine, opera de cámara (2002)

Orquestal
- Sinfonía No. 1 (1973)
- Sinfonía No. 2 (1979)
- Sinfonía No. 3 " Sinfonía Ostrobothnian", para orquesta de cuerda (1989)
- Sinfonía No. 4 (1998), grabado por Naxos (8.557605, 2005)
- Sinfonía No. 5 (2001), grabado por Naxos (8.557605, 2005)
- Opera Strumentale (1987)

Concertante
- Concertino para piano y orquesta de cuerda (1966)
- Ludus Modorum para chelo y orquesta de cámara (1972)
- Kalnų sonata (Sonata of the Mountains) para piano y orquesta (1975)
- Passio Strumentale para cuarteto de cuerda y orquesta (1980)
- Concerto para oboe, clavicordio y orquesta de cuerda (1981)
- Sinfonia Concertante para violín, piano y orquesta (1982)
- Concerto RK para violín y orquesta de cámara (1997)
- Concerto Brio para violín y orquesta (1999)
- Capriccio para piano y orquesta (2004)
- Concerto para clarinete y orquesta de cuerda (2008)
- Seasons para dos pianos y orquesta de cuerda (2009)

Música de cámara
- Medis ir paukštė (The Tree and the Bird) para viola y piano (1976)
- Do nata para chelo o viola (1982)
- Corrente para flauta, viola y piano (2005)
- Duo concertante para viola y piano (2007)
- Trio concertante para flauta, viola y piano (2008)

Coral
- Requiem in memoriam Stasys Lozoraitis (1995), grabado por Naxos (8.557604, 2004)